# Wapen van Heythuysen

Wapen van Heythuysen, 1819-1992

Wapen van Heythuysen, 1992-2007

Het wapen van Heythuysen kent twee versies. De eerste werd op 8 december 1819 bevestigd door de Hoge Raad van Adel aan de Limburgse gemeente Heythuysen. De tweede werd op 14 juli 1992 verleend, nadat in 1991 Heythuysen fuseerde met Grathem en Baexem tot een nieuwe gemeente met de naam Heythuysen. Per 2007 ging Heythuysen op in de gemeente Leudal. Het wapen van Heythuysen is daardoor komen te vervallen als gemeentewapen. De hoorns en de staf in het gemeentewapen werden opgenomen in het wapen van Leudal.

## Blazoenering

### Wapen per 1819
De blazoenering luidde als volgt:
Van lazuur beladen met een bisschop, houdende in deszelfs regter hand een staf en in de linker een boek, alles van goud, en verzeld ter regter zijde door drie geopende rozen van goud, staande paaisgewijze en ter linker door een schildje van goud, beladen met 3 hoorns van azuur, het schildje van boven en van onderen vergezeld door een geopende roos van goud.
De heraldische kleuren zijn lazuur (blauw) en goud (goud of geel). Dit zijn de rijkskleuren waarin het is toegekend, waarschijnlijk is dit zo gedaan omdat de kleuren bij de aanvraag niet waren aangegeven. De oorspronkelijke kleuren van het kleine schildje waren rood voor de hoorns en goud voor het schild (Graafschap Horne). De afgebeelde bisschop is Sint-Nicolaas, patroonheilige van de gemeente.

### Wapen per 1992
De blazoenering luidde als volgt:
Gedeeld; I in azuur een abdissestaf met sluier van goud; II in goud drie horens van keel. Het schild gedekt met een gouden kroon van drie bladeren en twee parels.
Naast de kleuren azuur (blauw) en  goud is de kleur keel (rood) gebruikt. Het schild is gedekt met een gravenkroon.

## Verklaring
In beide wapens zijn de plaatselijke parochieheilige, Sint Nicolaas en het verwantschap met Horn verwerkt. Heythuysen viel tot het einde van de 17e eeuw onder schepenbank van Horn.

## Verwante wapens

Familiewapen van het geslacht Horne
Graafschap Horn